# والری دیویس
والری دیویس (انگلیسی: Valerie Davies; ۲۹ ژوئن ۱۹۱۲ – ۲ اوت ۲۰۰۱)  شناگر اهل بریتانیا بود.
وی در مسابقات کشوری و بین‌المللی در مجموع برندهٔ ۱ مدال طلا، ۳ مدال نقره، ۴ مدال برنز شده‌است.